# 俞欽
俞欽（1431年—？），字振恭，浙江紹興府新昌縣人，明朝政治人物、進士出身。

## 生平
浙江鄉試第五十四名。景泰二年，登辛未科進士，官至兵部左侍郎。
天順七年（1463年）二月九日，北京貢院舉行三年一度的會試，考棚發生火災。御史焦顯鎖其門，燒死舉子九十余人。英宗命下禮部左侍郎鄒干、郎中俞欽、主事張祥、御史唐彬、焦顯於獄。